# Valea Lungă (okręg Alba)
Valea Lungă – wieś w Rumunii, w okręgu Alba, w gminie Valea Lungă. W 2011 roku liczyła 1719 mieszkańców.